# كوني بلوم
كوني بلوم (بالسويدية: Conny Bloom)‏ هو مغني سويدي، ولد في 23 نوفمبر 1964 في ستوكهولم في السويد.

## وصلات خارجية
- الموقع الرسمي
- كوني بلوم على موقع ميوزك برينز (الإنجليزية)
- كوني بلوم على موقع ديسكوغز (الإنجليزية)